# Selenometionina
A L-selenometionina é uma entidade química única que contém selénio molecularmente integrado em vez de enxofre na molécula de metionina, um aminoácido essencial. Por esta razão, constitui um modo de suplementação em selénio especialmente seguro pois, contrariamente a outras formas, não liberta selénio inorgânico no organismo.
¤ As plantas absorvem o selénio do solo e convertem-no em formas orgânicas. Encontra-se selénio sob a forma de selenometionina no trigo e noutros cereais. A selenometionina é a principal forma de selénio que se encontra nos alimentos. Quando ingerido sob esta forma, substitui o enxofre nas proteínas do organismo dos animais e do homem. A selenometionina é, assim, a forma predominante de armazenamento de selénio. É incorporada directamente nas proteínas do organismo por vias metabólicas semelhantes às utilizadas pela metionina. É convertida em selenocisteína e depois incorporada nas selenoproteínas.
¤ A substituição da metionina pela selenometionina na estrutura da proteína não induz nela qualquer alteração funcional. Com efeito, na estrutura da proteína, o selénio é mais eficaz a proteger o ADN da oxidação do que o enxofre na metionina.
¤ Durante reacções fotoquímicas, a ligação carbono-selénio é mais facilmente quebrada do que a que liga o carbono ao enxofre. A L-selenometionina "aceita" preferencialmente a energia da luz e confere uma maior protecção à pele contra os raios ultravioleta.
¤ A forma de selenometionina que o organismo consegue utilizar é a L-selenometionina. Esta é mais bem absorvida e incorporada nos constituintes do organismo do que qualquer outra forma de selénio. A biodisponibilidade elevada da L-selenometionina foi demonstrada em vários estudos: os níveis de selénio nos glóbulos vermelhos de indivíduos tratados com selenometionina subiram 100% após 16 semanas a tomar o suplemento. Não se consegue um aumento tão significativo com a toma de um suplemento em selenato ou em selenito.
¤ O National Cancer Institute americano conduz actualmente um estudo: "The Selenium and Vitamine E Cancer Prevention Trial" (ensaio de prevenção do cancro - selénio e vitamina E) com L-selenometionina. Este estudo teve início em 2001 e abrange 35 000 homens dos Estados Unidos, Canadá e Porto Rico; deverá durar 12 anos. Examina de que forma o selénio e a vitamina E podem proteger do cancro da próstata.